# Qarah Ţūreh (ort, lat 36,11, long 47,32)
Qarah Ţūreh (persiska: قَراتورِه, قره طوره, Qarātūreh) är en ort i Iran.   Den ligger i provinsen Kurdistan, i den nordvästra delen av landet, 400 km väster om huvudstaden Teheran. Qarah Ţūreh ligger 1 826 meter över havet och antalet invånare är 250.
Terrängen runt Qarah Ţūreh är platt österut, men västerut är den kuperad. Runt Qarah Ţūreh är det ganska glesbefolkat, med 28 invånare per kvadratkilometer. Närmaste större samhälle är Darreh Asb, 15,8 km sydväst om Qarah Ţūreh. Trakten runt Qarah Ţūreh består i huvudsak av gräsmarker.